# Брус
Брус је градско насеље и седиште истоимене општине у Расинском округу. Према попису из 2022. било је 4.183 становника.
Краљевским решењем од 5. септембра 1885. године насеље је добило статус варошице.

## Географија
Брус је смештен на источним падинама Копаоника, између Расине и Грашевачке реке, на 429 m надморске висине.
Познат као ваздушна бања, Брус се налази на раскрсници путева за Копаоник, Крушевац, Александровац, Јошаничку и Врњачку Бању. Од Београда је удаљен 250 km. Овде се налази Бруска бања.

## Историја
На територији општине је у крајем 14. столећа подигнута тврђава Козник. У изворима се тврђава везује за личност великог челника Радича Поступовића, велможе Стефана Лазаревића (кнез 1389—1402, деспот 1402—1427).
Овде се налазе остаци средњевковног града Златари.
Крајем фебруара 2025. у Брусу су ухапшени општински функционери и 28 председника месних заједница, под оптужбама за корупцију и злоупотребу службеног положаја.

## Култура
Брус има бројне културно-историјске споменике: манастир Лепенац из 15. века, остаци манастира Милентија из 14. века, средњовековни град Козник, светилиште Метође из 3. века, црква св. Преображења у Брусу из 1836. године.

## Привреда
Повољан географски положај и близина Копаоника условили су последњих година интензивнији развој туризма на територији општине Брус.

## Демографија
У насељу Брус живи 3569 пунолетних становника, а просечна старост становништва износи 36,5 година (35,6 код мушкараца и 37,4 код жена). У насељу има 1476 домаћинстава, а просечан број чланова по домаћинству је 3,15.
Ово насеље је скоро у потпуности насељено Србима (према попису из 2002. године), а у последња три пописа, примећен је пораст у броју становника.
|             | \| Демографија[3] \| Демографија[3] \| Демографија[3] \| \| Година \| Становника \| Становника \| \| -------------- \| -------------- \| -------------- \| \| 1948. \| 769 \| \| \| 1953. \| 1.223 \| \| \| 1961. \| 940 \| \| \| 1971. \| 2.434 \| \| \| 1981. \| 3.406 \| \| \| 1991. \| 4.558 \| 4.521 \| \| 2002. \| 4.653 \| 4.755 \| \| 2011. \| 4.636 \| \| |            |
| Демографија | |            |
| Година      | Становника | Становника |
| 1948.       | 769 |            |
| 1953.       | 1.223 |            |
| 1961.       | 940 |            |
| 1971.       | 2.434 |            |
| 1981.       | 3.406 |            |
| 1991.       | 4.558 | 4.521      |
| 2002.       | 4.653 | 4.755      |
| 2011.       | 4.636 |            |

| Етнички састав према попису из 2002.‍ | Етнички састав према попису из 2002.‍ | Етнички састав према попису из 2002.‍ | Етнички састав према попису из 2002.‍ | Етнички састав према попису из 2002.‍ |
| ------------------------------------ | ------------------------------------ | ------------------------------------ | ------------------------------------ | ------------------------------------ |
|                                      |                                      |                                      |                                      |                                      |
| Срби                                 | Срби                                 |                                      | 4.479                                | 96,26%                               |
| Роми                                 | Роми                                 |                                      | 60                                   | 1,28%                                |
| Црногорци                            | Црногорци                            |                                      | 6                                    | 0,12%                                |
| Хрвати                               | Хрвати                               |                                      | 5                                    | 0,10%                                |
| Бугари                               | Бугари                               |                                      | 5                                    | 0,10%                                |
| Југословени                          | Југословени                          |                                      | 5                                    | 0,10%                                |
| Словенци                             | Словенци                             |                                      | 3                                    | 0,06%                                |
| Муслимани                            | Муслимани                            |                                      | 2                                    | 0,04%                                |
| Мађари                               | Мађари                               |                                      | 1                                    | 0,02%                                |
| Македонци                            | Македонци                            |                                      | 1                                    | 0,02%                                |
| непознато                            | непознато                            |                                      | 65                                   | 1,39%                                |

| Година пописа     | 1948. | 1953. | 1961. | 1971. | 1981. | 1991. | 2002. |
| ----------------- | ----- | ----- | ----- | ----- | ----- | ----- | ----- |
| Број домаћинстава | 208   | 269   | 289   | 805   | 1.089 | 1.341 | 1.476 |

| Број чланова      | 1   | 2   | 3   | 4   | 5   | 6  | 7 | 8 | 9 | 10 и више | Просек |
| ----------------- | --- | --- | --- | --- | --- | -- | - | - | - | --------- | ------ |
| Број домаћинстава | 212 | 275 | 319 | 501 | 103 | 58 | 3 | 2 | 1 | 2         | 3,15   |

| Пол    | Укупно | Неожењен/Неудата | Ожењен/Удата | Удовац/Удовица | Разведен/Разведена | Непознато |
| ------ | ------ | ---------------- | ------------ | -------------- | ------------------ | --------- |
| Мушки  | 1.866  | 569              | 1.227        | 42             | 26                 | 2         |
| Женски | 1.944  | 453              | 1.241        | 200            | 49                 | 1         |
| УКУПНО | 3.810  | 1.022            | 2.468        | 242            | 75                 | 3         |

| Пол    | Укупно                    | Пољопривреда, лов и шумарство | Рибарство                            | Вађење руде и камена | Прерађивачка индустрија       |
| ------ | ------------------------- | ----------------------------- | ------------------------------------ | -------------------- | ----------------------------- |
| Мушки  | 950                       | 81                            | 1                                    | 1                    | 336                           |
| Женски | 638                       | 31                            | 0                                    | 0                    | 152                           |
| УКУПНО | 1.588                     | 112                           | 1                                    | 1                    | 488                           |
| Пол    | Производња и снабдевање   | Грађевинарство                | Трговина                             | Хотели и ресторани   | Саобраћај, складиштење и везе |
| Мушки  | 32                        | 40                            | 68                                   | 46                   | 50                            |
| Женски | 9                         | 5                             | 82                                   | 33                   | 21                            |
| УКУПНО | 41                        | 45                            | 150                                  | 79                   | 71                            |
| Пол    | Финансијско посредовање   | Некретнине                    | Државна управа и одбрана             | Образовање           | Здравствени и социјални рад   |
| Мушки  | 9                         | 25                            | 105                                  | 44                   | 38                            |
| Женски | 15                        | 19                            | 73                                   | 64                   | 87                            |
| УКУПНО | 24                        | 44                            | 178                                  | 108                  | 125                           |
| Пол    | Остале услужне активности | Приватна домаћинства          | Екстериторијалне организације и тела | Непознато            | Непознато                     |
| Мушки  | 19                        | 0                             | 0                                    | 55                   | 55                            |
| Женски | 18                        | 0                             | 0                                    | 29                   | 29                            |
| УКУПНО | 37                        | 0                             | 0                                    | 84                   | 84                            |

## Галерија
- Зграда поште
- Зграда суда
- Дом здравља
- Фудбалски стадион
- Путоказ о правцима ка Копаонику, Јошаничкој Бањи и Александровцу
- Црква светог Преображења Господњег
- Аутобуска станица
- Зграда библиотеке